# Opharus euripides
Opharus euripides là một loài bướm đêm thuộc phân họ Arctiinae, họ Erebidae.